# Ureidoglicolato liasa
La Ureidoglicolato liasa (EC 4.3.2.3) es una enzima que cataliza la siguiente reacción química:
Por lo tanto esta enzima posee como sustrato, (S)-ureidoglicolato y como producto urea y  glioxilato.

## Clasificación
Esta enzima pertenece a la familia de las liasas, más específicamente al grupo de las amidina liasas.

## Nomenclatura
El nombre sistemático de esta clase de enzimas es (S)-ureidoglicolato urea-liasa (formadora de glioxilato). También se la conoce como ureidoglicolatasa, ureidoglicolasa, ureidoglicolato hidrolasa, y (S)-ureidoglicolato urea-liasa.

## Papel biológico
Esta enzima participa en el metabolismo de las purinas.